# Trận Montcornet
Trận Montcornet diễn ra vào ngày 17 tháng 5 năm 1940, khi Chuẩn tướng Charles de Gaulle dẫn Sư đoàn Thiết giáp số 4 (Pháp) từ Laon phản công vào các đơn vị thuộc Quân đoàn Thiết giáp XIX (Đức) của Thượng tướng Thiết giáp Heinz Guderian tại Montcornet trong Chiến dịch nước Pháp thời Chiến tranh thế giới thứ hai. Mặc dù mở màn với một trong những thắng lợi hiếm hoi của quân đội Pháp trong chiến dịch năm 1940, cuộc phản công cuối cùng đã bị Sư đoàn Thiết giáp số 1 (Đức) được yểm trợ bởi không quân và pháo binh đẩy lui với thiệt hại đáng kể.

## Bối cảnh
Triển khai kế hoạch hành quân của Trung tướng Erich von Manstein, quân đội Đức mở màn chiến dịch tấn công Pháp và Tây Âu ngày 10 tháng 5 năm 1940. Dưới sự chỉ huy của Thống chế Gerd von Rundstedt, 3 cánh quân chủ lực Đức thuộc Cụm Tập đoàn quân A đã thanh toán nhanh các đạo kỵ binh Bỉ-Pháp trấn giữ miền Ardennes và áp sát phòng tuyến của Tập đoàn quân số 2 Pháp thuộc quyền Đại tướng Charles Huntziger dọc theo sông Meuse vào đêm 12 tháng 5. Hôm sau, Quân đoàn Thiết giáp XIX (Đức) do Thượng tướng Thiết giáp Heinz Guderian chỉ huy đã vượt sông Meuse tại Sedan và nghiền nát quân phòng thủ Pháp thuộc Quân đoàn X dưới quyền tướng Charles Grandsard. Từ đầu cầu Sedan, Guderian thúc quân thọc sâu vào vùng đồi núi Pháp, đập tan sự kháng cự của một số lực lượng Pháp thuộc các Tập đoàn quân số 6 (tướng André Corap chỉ huy) và 9 (tướng Robert-Auguste Touchon chỉ huy) – tiêu biểu là Lữ đoàn Spahi số 3 tại La Horgne – và tràn ra đồng bằng vào ngày 16 tháng 5.
Bên sườn phía nam của đoàn quân thiết giáp Đức, ngày 15 tháng 5, Đại tướng Phó Tư lệnh Lục quân Pháp Alphonse Georges cho thành lập Sư đoàn Thiết giáp số 4 từ các đơn vị cơ giới hóa của Touchon đang hối hả tập kết ở Laon – cách Paris 193 km trên mạn đông bắc – và phân công cho Đại tá Charles de Gaulle chỉ huy sư đoàn. De Gaulle nhận lệnh tổ chức phòng thủ khu vực Rethel - La Fère và câu giờ cho quân chủ lực Tập đoàn quân số 6 lui về cố thủ hai sông Aisne và Ailette. Sau khi tiến hành thám sát tình hình, De Gaulle quyết định chủ động đánh chiếm các đầu cầu sông Serre tại Saint-Pierremont và Montcornet, sau đó bắm chắc những vị trí này và tổ chức bắn phá Cụm tác chiến Krüger (Sư đoàn Thiết giáp số 1) gồm Tiểu đoàn Súng trường số 1 và Trung đoàn Thiết giáp số 2 đang tây tiến qua Marle. Với binh lực gồm 2 tiểu đoàn Char B1 bis, 3 tiểu đoàn Renault R35, 1 khối SOMUA S35, 1 đại đội Char D2 (một loại xe tăng hạng nhẹ mới nhưng chất lượng rất kém của Pháp), 1 lữ đoàn bộ binh mô tô hóa và các đơn vị công binh, pháo binh, thông tin và trinh sát, Sư đoàn Thiết giáp 4 mang vẻ bề ngoài của 1 đơn vị thiết giáp mạnh nhất trong quân lực Pháp, song các lính tăng của sư đoàn đều không có nhiều kinh nghiệm tác chiến.

## Trận đánh
Rạng sáng ngày 17 tháng 5, quân Pháp tập trung 14 chiếc tăng Char D2 (Đại đội Tăng độc lập 345), 36 chiếc Char B1 (Tiểu đoàn Tăng 466) và 90 chiếc R-35 (các Tiểu đoàn Tăng 2 và 24) cùng Tiểu đoàn Bộ binh Cơ giới hóa 164 ở hướng đông Laon. Sau đó, lực lượng này được chia làm 2 mũi tiến công Sư đoàn Thiết giáp 1 của Guderian trên mạn đông bắc. Họ vượt kênh Desschement tại Chivres, tiêu diệt một chi đội Đức thuộc Đại đội Súng trường 4 Cụm tác chiến Nedtwig và bắn cháy một đoàn xe tiếp vận gồm 30 chiếc. Sau thắng lợi mở màn này, các chiến xa Char B1 và D2 rẽ sang hướng Saint-Pierremont trong khi đoàn chiến xa R-35 tiếp tục thẳng tiến về Montcornet.
Tại Saint-Pierremont, quân Đức bố trí Tiểu đoàn Công binh Mô tô hóa 37 trấn giữ các cầu trên sông Serre. Quân thiết giáp Pháp đã đánh bật được tiểu đoàn này ra khỏi vị trí, nhưng Tiểu đoàn Bộ binh Cơ giới hóa 164 (Pháp) đến tiếp viện chậm trễ. Vừa lúc quân cơ giới Pháp tiếp cận sông Serre, Thượng tá Trung đoàn trưởng Trung đoàn Súng trường số 1 (Đức) Hermann Balck tung 1 tiểu đoàn bộ binh phản công chiếm lại các cầu. Một trận giằng co quyết liệt đã bùng phát trên bờ sông Serre. Cuối cùng, do thiếu hụt bộ binh dự bị, De Gaulle đành thu quân khỏi các đầu cầu vào lúc 17h. Bộ binh Pháp rút lui với sự yểm trợ từ đoàn xe bọc thép của Trung đoàn Thiết giáp số 10
Trong khi đó, 35 chiếc R-35 xâm nhập được vào Montcornet lúc 15h và uy hiếp Sở Chỉ huy Sư đoàn Thiết giáp số 1 (Đức). Tuy nhiên, đà tiến của xe tăng Pháp đã bị một số đơn vị công binh và pháo phòng không hạng nhẹ của Đại đội Phòng không 83 chặn đứng. Sau đó, một nhóm xe tăng Đức tiến ra từ các trạm sửa chữa và đẩy lùi quân Pháp khỏi Montcornet. Không những thế, quân Đức nhanh chóng huy động không quân mặc sức oanh tạc vào đội hình Sư đoàn Thiết giáp 4, gây ra nhiều tổn thất cho đối phương. Trận đánh kết thúc vào lúc 19h khi đoàn xe tăng Renault rút chạy về hậu cứ dưới hỏa lực dày đặc của pháo bộ binh 15 cm sIG 33 thuộc Đại đội Pháo bộ binh hạng nặng 72 và các chiến đấu cơ Stuka của Đức.

## Sau trận đánh
Theo thống kê của De Gaulle, Sư đoàn Thiết giáp số 4 (Pháp) trong trận Montcornet đã gây thương vong cho vài trăm quân Đức, bắt sống 130 tù binh và bắn cháy một số xe vận tải. De Gaulle cũng cho biết thiệt hại về nhân lực của Pháp là dưới 200 người. Bên cạnh đó, trong khi quân Pháp không phá hủy được 1 xe tăng Đức nào, Sư đoàn Thiết giáp số 1 (Đức) đã loại khỏi vòng chiến 23 trong 85 xe tăng Pháp thực sự tham gia trận đánh. Trái với huyền thoại của chủ nghĩa Gaulle rằng đòn phản kích ở Montcornet đã kìm hãm đà tiến của Quân đoàn Thiết giáp XIX (Đức), Guderian thật ra đã ngưng hành quân từ trước trận đánh do có lệnh trực tiếp từ Bộ Tổng tư lệnh Đức. Cuộc dừng quân này chỉ kéo dài trong vòng 24 tiếng đồng hồ.
Hai ngày sau (19 tháng 5), De Gaulle lại đem 112 xe tăng (20 Char B1, 12 Char D2 và 80 R-35) phản kích từ Laon lên Crécy-sur-Serre, đánh vào Sư đoàn Thiết giáp số 10 (Đức) đang hành quân từ đầu cầu Sedan sang phía tây để hội quân với chủ lực của Guderian. Do không có sự yểm trợ sát cận của pháo binh và không quân, cuộc phản công của quân Pháp một lần nữa bị đánh bại. Quân Đức dùng chiến đấu cơ Stuka bắn phá đội hình quân Pháp trong suốt 4 tiếng đồng hồ, tiêu diệt phần lớn Trung đoàn Pháo binh 322 và lực lượng vận tải của De Gaulle. Không chỉ vậy, lục quân Đức tung những đòn phản kích dữ dội đến mức viên sĩ quan quân y Pháp Bernard Lafay cho là "không tưởng tượng nổi". Theo hồi tưởng của Lafay, "họ tấn công từng đợt" và đánh phá "tất cả những gì di chuyển, tất cả những gì có sự sống". Hôm sau, được tin Tập đoàn quân số 6 (Pháp) đã triển khai xong trận địa phòng ngự trên sông Aisne, De Gaulle lui quân về tăng cường cho mặt trận Aisne.